# 아름다운 유혹 (드라마)
《아름다운 유혹》은 2004년 4월 19일부터 2004년 10월 30일까지 방영된 한국방송공사 2TV 아침드라마로, 두 자매의 잃어버렸던 사랑과 행복을 찾아가는 권선징악적인 스토리로 희생을 통한 사랑이 진정한 행복이라는 것을 보여주는 드라마다.

## 기획 의도
"누구에게나 평생을 두고 잊을 수 없는 사랑이 있다"
놓쳐 버렸기에 더욱 안타깝고 그렇기에 더욱 되돌리고 싶은 아련한 첫사랑의 향수..... 이것은 우리 드라마에 있어서 영원한 테마가 아닐까? 여기 엄마의 재혼, 그리고 엄마의 돌연한 죽음으로 호주제에 의해 피해를 입어 의붓아버지에게 재산을 다 뺏긴 채 나락으로 떨어진 두 자매가 있다.
뒤바뀐 운명 때문에 첫사랑의 그림자를 안은 채 억척스럽게 살아가는 언니 정희와 뒤틀린 욕망을 품은 채 성공을 향해 달려가는 동생 세희. 이들 두 자매가 맞닥들이게 되는 삶의 역경 속에서 잃어버렸던 사랑과 행복을 찾아가는 勸善懲惡적인 스토리를 통해 우리를 진정으로 행복하게 하는 것은 그 어떤 욕망의 모래성이 아니라 희생을 통한 진정한 사랑이라는 평범한 진리를 다시 한 번 되짚어 보고자한다.
아울러 요즘 급격히 늘고 있는 이혼과 재혼으로 여전히 여성에게 걸림돌이 되고 있는 '호주제'의 문제와 이 시대 주부들의 고민거리인 '사교육', '고액과외'의 세태를 드라마에 접목시켜 시청자들의 공감을 얻고자한다.

## 줄거리
드라마는 정희 어머니 혜옥이 나경의 아버지 성필과 재혼하면서 시작한다. 여고생 정희는 과외 선생님인 민우와 첫사랑을 나누지만 어머니 혜옥의 갑작스러운 죽음으로 기태와 결혼하고, 양아버지와 나경과 헤어진다. 이후 10년이 흘러 베이비시터가 된 정희는 민우와 나경의 딸 슬기를 맡게 되면서 민우에 대한 애틋한 감정이 살아난다. 한편, 강남의 한 학원에서 일하는 세희는 학원 소유주의 아들인 재혁에게 의도적으로 접근해 결국 사랑을 쟁취한다.

## 등장 인물

### 주요 인물
- 신성우 : 강민우 역

23세→33세. 나경의 남편. 유기농 유통 업체 '자연천국' 대표. 강원도 춘천이 고향인 소문난 수재. 따듯하고 다정다감한 남자. 군 입대를 앞두고 과외교사와 제자로 만난 여고생 정희와 풋풋한 첫사랑에 빠지지만 군복무중 갑작스레 연락이 끊긴 정희를 미끼로 다가온 나경과 결혼을 한다. 정희와의 추억의 장소인 춘천 '허브농원'을 인수하면서 "내 가족이 안심하고 먹을 수 있는 식품만 취급한다"는 모토의 유기농 식품 유통업체 '자연천국'을 설립해 키워오고 있다. 현재 대형 유통점이나 호텔에 유기농 식품을 독점 납품하고 있고 지방에 대단지 무공해 직영농장을 운영중이다. 가슴 속 깊이 묻어두었던 첫사랑 정희와 재회한 후 다시 사랑의 격정 속에 빠져들게 된다.
- 전혜진 : 오정희 역

19세→29세. 억척스럽게 살아가는 언니. 베이비시터. 민우의 첫사랑의 연인이자 기태의 아내. 매사를 긍정적으로 바라보려고 하는 영혼이 맑은 여자. 겉보기에는 연약하게만 보이지만 타고난 참을성과 모성으로 인해 사실은 누구보다도 강하다 어머니의 갑작스러운 죽음으로 첫사랑인 민우와의 아름다운 추억이 깃든 고향 춘천을 떠나 어린 동생 세희와 함께 서울로 올라옴. 대학 진학의 꿈이 물거품으로 돌아간 후 공장에서 일을 하며 세희를 어렵게 공부시키며 조금씩 지쳐가던 중 기태의 집요한 구애를 받아들여 민우를 가슴속에 둔 채 결혼을 하지만 생계엔 도움이 안 되는 사고뭉치 남편 기태로 인해 마음고생을 하며 살아가고 있다. 홀시아버지 복만을 모시고 어린 아들 솔이를 양육하기 위해 이집 저집에서 일하던 중 우연히 양아버지의 딸 이었던 나경의 남편이 된 첫사랑 민우와 재회하게 되면서 또 다시 첫사랑의 소용돌이 속으로 빨려 들어가는데...
- 안재환 : 최재혁 역

29세. 학원재벌인 금실의 아들. 강남 최고 입시학원 '에듀 포럼 1'의 기획본부장. 일에 대해서는 누구보다 냉철하고 경영능력도 뛰어나지만 여자나 사랑에 관해서는 지나치게 쉽게 생각하는 경향이 있다. 타고난 바람기로 인해 주변 여자들에게 경계의 대상인 동시에 엄청난 재력으로 흠모의 대상이기도 함. 어느 날부턴가 자꾸 눈에 들어오기 시작한 세희에게 처음엔 장난스레 다가가지만 차츰 세희의 철저히 계산된 매력에 이끌리게 되면서 결국은 진심으로 사랑하게 되는데...
- 오유나 : 오세희 역

17세→27세. 욕망을 품은 채 성공을 향해 달려가는 동생. '에듀 포럼 1' 기획팀 근무. 성공에 대한 야망이 누구보다도 크고 자존심이 강해서 초라해지는 것은 견딜 수 없는 당찬 여자. 언니 정희와 함께 서울로 올라 온 후 낯선 객지에서 온갖 아르바이트를 하며 어렵게 대학을 졸업한 후 불경기에도 불구하고 대기업에 당당히 취직했으나 능력만큼 대우를 받을 수 있다는 매력에 끌려 강남 제일의 명문 입시학원에 취직함. 처음엔 재혁이 이사장의 후계자라는 사실을 알고 접근하지만 결국 재혁을 진심으로 사랑하게 되고 마침내 결혼에도 성공한다.
- 변정민 : 신나경 역

18세→28세. 정희의 양아버지였던 성필의 딸이자 민우의 아내. 의상 디자이너. 누구보다도 욕심이 많고 자신의 행복을 위해서라면 남의 행복쯤은 얼마든지 밟아버릴 수 있는 허영과 위선으로 가득 찬 팜므파탈적인 캐릭터. 사랑에 대한 집착과 소유욕이 누구보다 강한 여자. 민우에게 정희의 소식을 전한다는 핑계로 접근해서 결국은 민우와 결혼 하는 데는 성공하지만 조금도 자신의 것이 되지 않는 민우의 마음 때문에 늘 자존심이 상한다. 대학에서 의상디자인을 전공 한 후 고급 부띠끄 운영 중. 후에 아버지 성필이 유언장을 조작해 정희 자매에게 남긴 재산을 가로챘다는 비리를 알고 충격을 받고는 민우를 놔주고 슬기와 함께 떠난다.

### 주변 인물
- 최준용 : 박기태 역 - 정희의 남편
- 박근형 : 신성필 역 - 나경의 아버지
- 박정수 : 장금실 역 - 재혁의 어머니
- 현석 : 민우 부 역
- 김영란 : 민우 모 역
- 강인덕 : 박복만 역 - 기태의 아버지
- 이건 : 송인찬 역
- 김혜옥 : 민혜옥 역 - 정희 자매의 어머니
- 서은혜 : 이미라 역
- 전가희 : 최재은 역

### 그 외 인물
- 이철민 : 창수 역
- 박정우 : 김 형사 역
- 고규필
- 김하은
- 나경민
- 양주호
- 최지해

## 참고 사항
- 고주원이 최재혁 역에 캐스팅되었지만 최종 하차하였다.[1]
- 신성우는 <위기의 남자>에서의 변정수의 남편 역할에 이어, 해당 드라마에서는 변정수의 동생인 변정민의 남편 역할로 출연하여 화제가 되었다.[2][3]
- '웰빙족', '보보스족', '아침형 인간', 'DIY족', '명품족' 등을 소재로 삼아 볼거리와 정보를 제공하고 주부들의 고민거리인 '사교육', '고액과외' 등의 실상을 드라마에 접목시킴으로써 주부들에게 경각심을 일깨우고자 했다는 제작진의 의도와는 달리, 방송위원회가 개선토록 권고했던 소재인 불륜이 부각되었다.[4]